# Маррі (округ, Оклахома)
Шаблон:StateAbbr_ 34°29′ пн. ш. 97°04′ зх. д. / 34.49° пн. ш. 97.07° зх. д.
Округ  Маррі (англ. Murray County) — округ (графство) у штаті  Оклахома, США. Ідентифікатор округу 40099.

## Історія
Округ утворений 1907 року.

## Демографія
За даними перепису 
2000 року 
загальне населення округу становило 12623 осіб, зокрема міського населення було 4658, а сільського — 7965.
Серед мешканців округу чоловіків було 6228, а жінок — 6395. В окрузі було 5003 домогосподарства, 3589 родин, які мешкали в 6479 будинках.
Середній розмір родини становив 2,92.
Віковий розподіл населення поданий у таблиці:
| Стать    | До 15 років | 15-21 | 22-29 | 30-39 | 40-49 | 50-65 | 65-85 | Понад 85 |
| -------- | ----------- | ----- | ----- | ----- | ----- | ----- | ----- | -------- |
| Чоловіки | 1316        | 643   | 529   | 736   | 856   | 1071  | 979   | 98       |
| Жінки    | 1126        | 606   | 584   | 810   | 855   | 1160  | 1035  | 219      |

## Суміжні округи
- Понтоток — північний схід
- Джонстон — південний схід
- Картер — південний захід
- Гарвін — північний захід

## Виноски
1. ↑  U.S. Decennial Census. United States Census Bureau. Архів оригіналу за 4 квітня 2018. Процитовано 21 лютого 2015.
2. ↑  Historical Census Browser. University of Virginia Library. Архів оригіналу за 11 серпня 2012. Процитовано 21 лютого 2015.
3. ↑  Forstall, Richard L., ред. (27 березня 1995). Population of Counties by Decennial Census: 1900 to 1990. United States Census Bureau. Архів оригіналу за 19 лютого 2015. Процитовано 21 лютого 2015.
4. ↑  Census 2000 PHC-T-4. Ranking Tables for Counties: 1990 and 2000 (PDF). United States Census Bureau. 2 квітня 2001. Архів оригіналу (PDF) за 18 грудня 2014. Процитовано 21 лютого 2015.
5. ↑  State & County QuickFacts. United States Census Bureau. Архів оригіналу за 6 червня 2011. Процитовано 9 листопада 2013.(англ.) Наведено за англійською вікіпедією.
6. ↑  American FactFinder. Бюро перепису населення США. Архів оригіналу за 26 лютого 2012. Процитовано 31 січня 2008.

| США | Це незавершена стаття з географії США. Ви можете допомогти проєкту, виправивши або дописавши її. |